# فرد واربرتون
فرد واربرتون (هلندی: Fred Warburton؛ زادهٔ ۱۸۸۰) یک بازیکن فوتبال اهل بریتانیا است.